# Oxythecta acceptella
Oxythecta acceptella är en fjärilsart som beskrevs av Walker 1864. Oxythecta acceptella ingår i släktet Oxythecta och familjen praktmalar, Oecophoridae. Inga underarter finns listade i Catalogue of Life.

## Bildgalleri

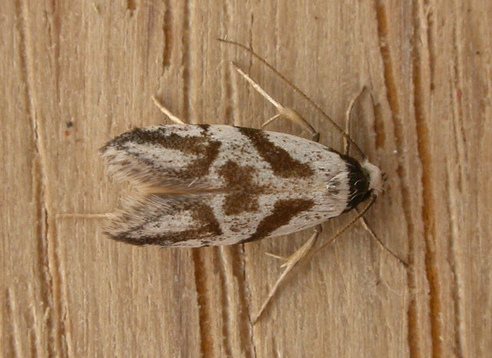
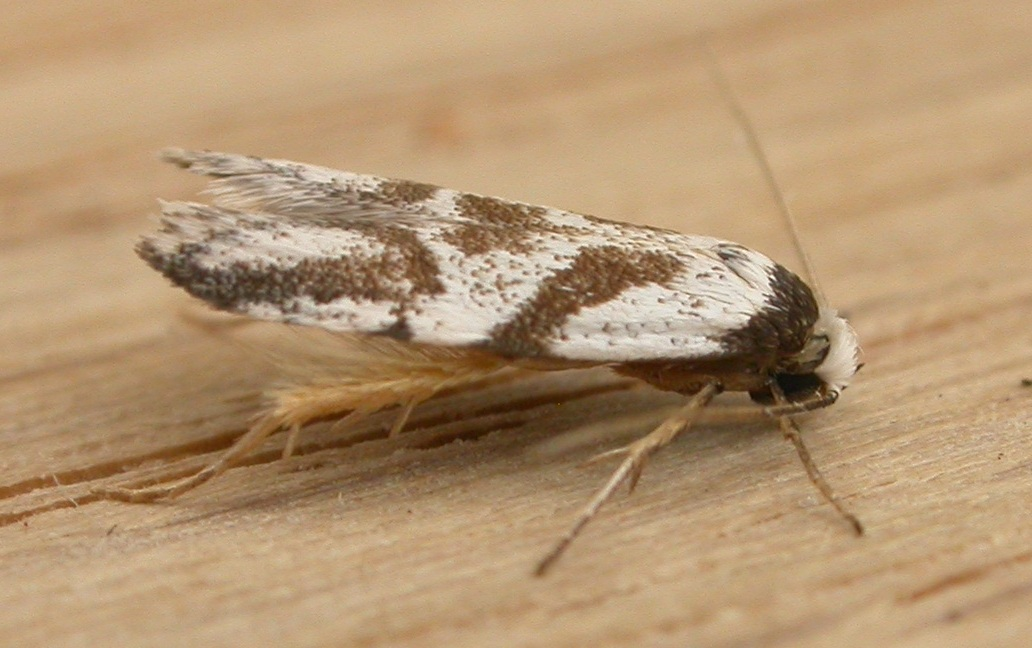
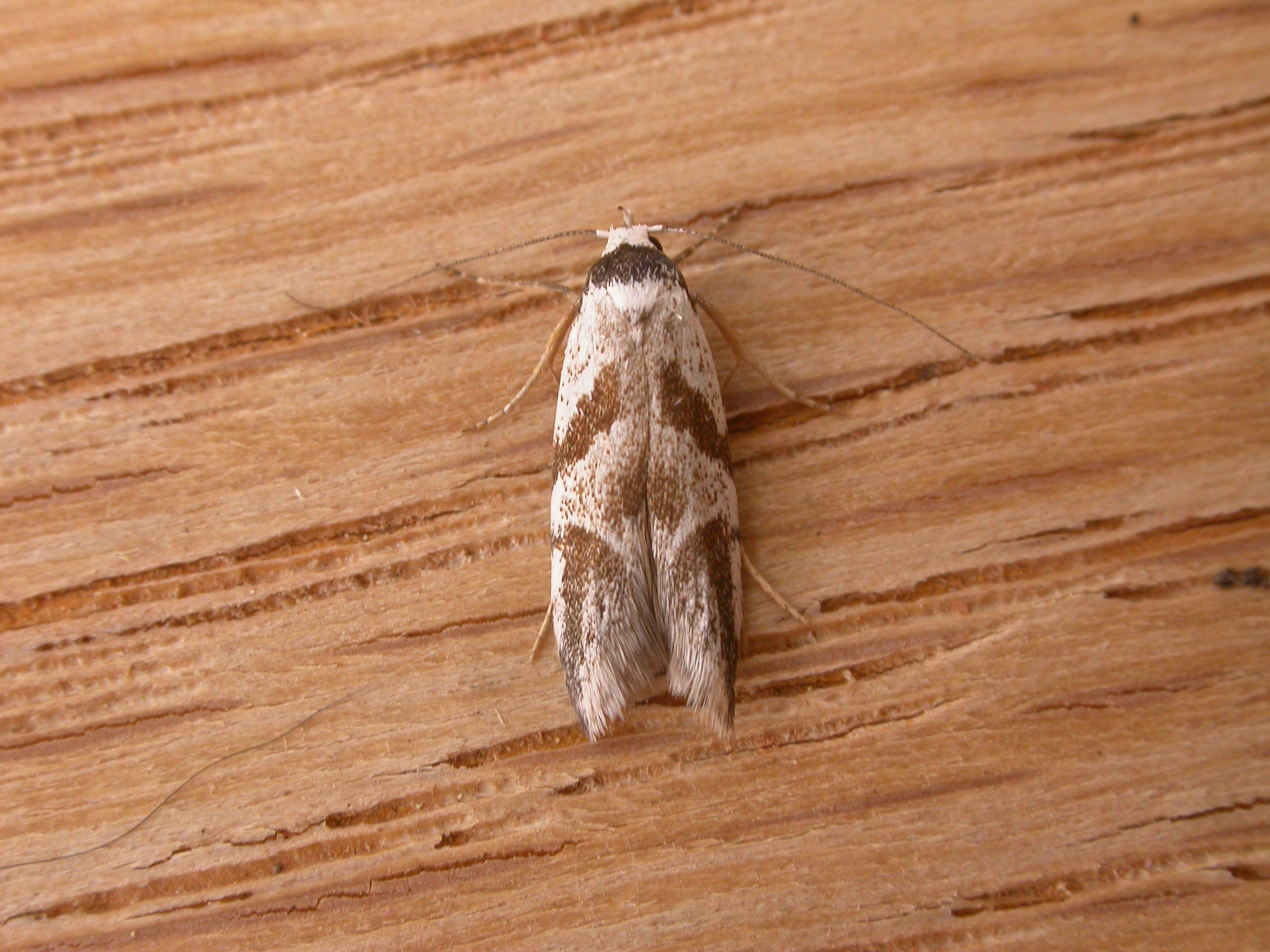
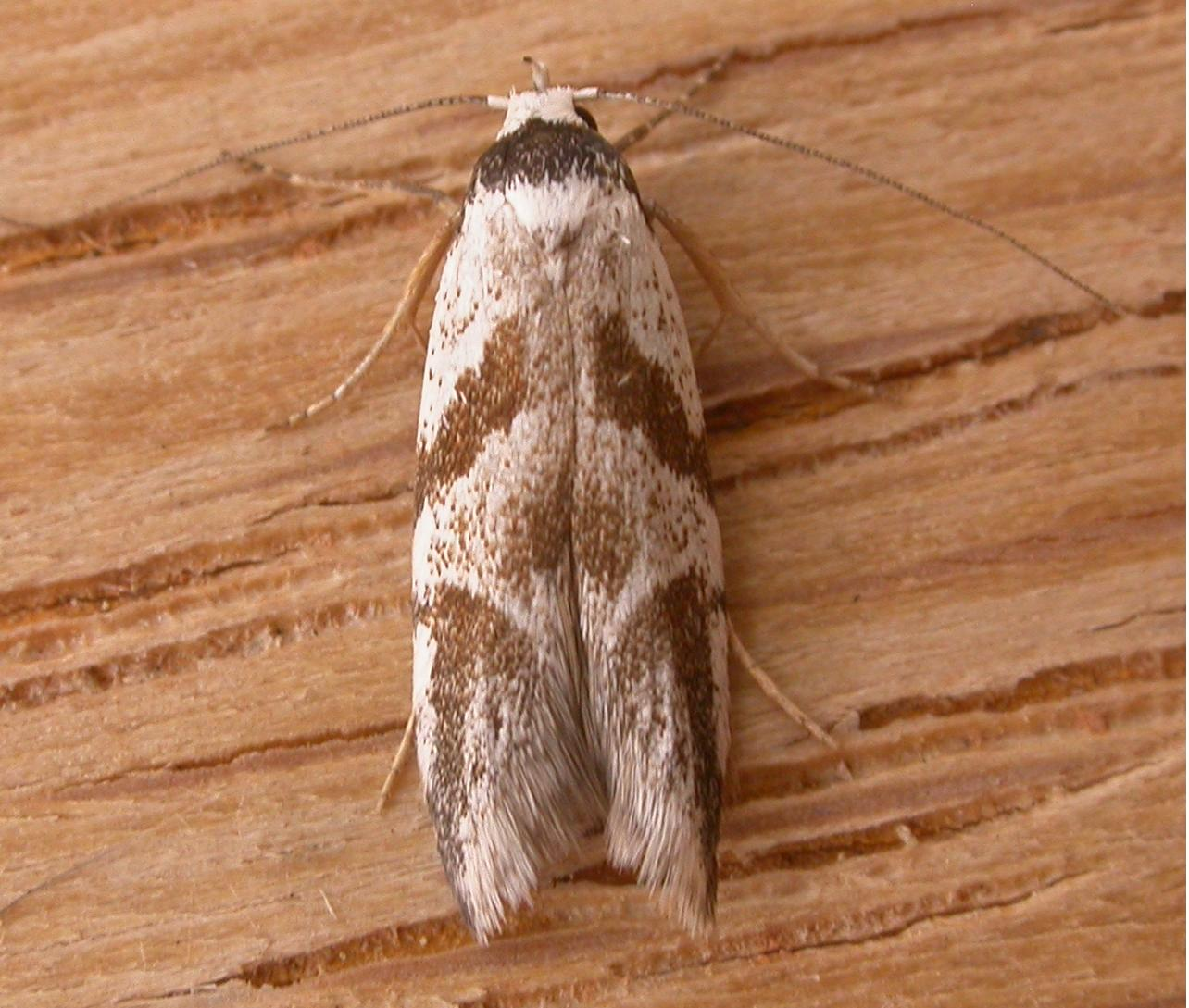